# Блъди Мери
Блъди Мери е коктейл, който се прави от водка, доматен сок и различни съставки като сос Уорчестър, сос Табаско, целина, сол, черен пипер, лимонов сок.

## История
Коктейлът Bloody Mary е по всяка вероятност приготвен за първи път в Harry's Bar (Париж). Според една от версиите, коктейла е сервирал за първи път френският барман Фернандо „Пит“ Петио още през 1920 – 1921 г. в парижкия бар „Харис“. Той за първи път смесва водка, доматен сок, сол, пипер и Уорчестър сос. Така се получава станалия по-късно знаменит коктейл „Блъди Мери“. По-късно, вече в хотел „Сейнт Риджис“ в Ню Йорк, той дооформил коктейла по молба на принц Серж Соболенски, прибавяйки табаско. Според друга легенда, която за мнозина е съвсем достоверна, този коктейл е бил приготвен от Пютио за американския актьор Рои Бъртън и е бил първо наречен Bucket of Blood. За парижани коктейлът става популярен няколко години по-късно, след безспорния му успех в САЩ.
Произходът на името е спорно. Според някои, този коктейл дължи името си на Мария I Тюдор наречена Bloody Mary (Кървавата Мери) Тази английска кралица, дъщеря на Хенри VIII, управлява няколко години и е известна със своята кръвожадност. Наречена е така поради своята политика на преследване на протестантите, след възстановяването на католицизма през 1550 г.
Според други, името е измислено в Harry's Bar – Париж, където е приготвен за първи път. Последната версия е, че дължи името си на Ърнест Хемингуей, който се е страхувал при своите алкохолни почерпки от яростните изблици на жена си, Мери Уелч. Според някои източници кръстил коктейла на известната актриса Мери Пикфорд.
Това е един от любимите коктейли на Хемингуей, според писателя, той можел да пие коктейла в бар Риц, без след това да мирише на алкохол. Певецът Серж Генсбур е бил също почитател на този коктейл.
Към средата на 30-те години на 20 век е измислен и вариант, наречен red snapper, в който водката е заменена с джин.
Ако се прибавят 25 грама текила, той се превръща в „Смъртоносната Мери“, а ако вместо водка се използва текила, това вече е коктейлът „Блъди Мария“.

## Продукти за една порция
3/10 части водка,
6/10 части доматен сок,
1/10 част лимонов сок,
6 – 7 капки Уорчестър сос,
сол и чер пипер,
3 – 4 капки Табаско,
стръкче целина с листа,
резен лимон.

## Приготвяне
Съставките се смесват в хайбол чаша, а коктейлът се гарнира с лимонов резен или стъбло от целина.